# Yanomamius
Yanomamius es un género de tarántulas sudamericanas descrito por Rogério Bertani y MQ Almeida en 2021 para dos especies recién descubiertas y una especie previamente descrita de Brasil. En uno de los estudios anteriores de Bertani, investigó una tarántula recolectada por los yanomami como fuente de alimento. Basándose en el material limitado disponible para el estudio (dos hembras adultas y una araña inmadura), la especie se colocó en Holothele. Al año siguiente, fue trasladada al recién creado género Guyruita debido, en parte, a la forma multilobulada de sus espermatecas. Cuando se encontró y describió el primer macho, las características diagnósticas no coincidían con las de Holothele o Guyruita, por lo que se creó un nuevo género para Y. waikoshiemi y otras tres especies estrechamente relacionadas.

## Especies
A abril de 2022, la especie cuenta con 4 especies:
- Yanomamius franciscoi Bertani & Almeida, 2021 (especie tipo) - Brasil
- Yanomamius neblina Bertani & Almeida, 2021 - Brasil
- Yanomamuis raonii Bertani & Almeida, 2021 - Brasil
- Yanomamius waikoshiemi (Bertani & Araújo, 2006) - Venezuela

## Lectura adicional
- «Two new species of Guyruita Guadanucci et al., 2007 (Araneae, Theraphosidae) from Brazil». Zootaxa 4370 (4): 395-408. 2018. PMID 29689836. doi:10.11646/zootaxa.4370.4.5.

- «New records of spiders (Arachnida, Araneae) from the state of Roraima, northern Brazil». Check List 13 (1, 2040): 1-23. 2017. doi:10.15560/13.1.2040.

- Datos: Q105627754
- Especies: Yanomamius